# Emporenmalerei

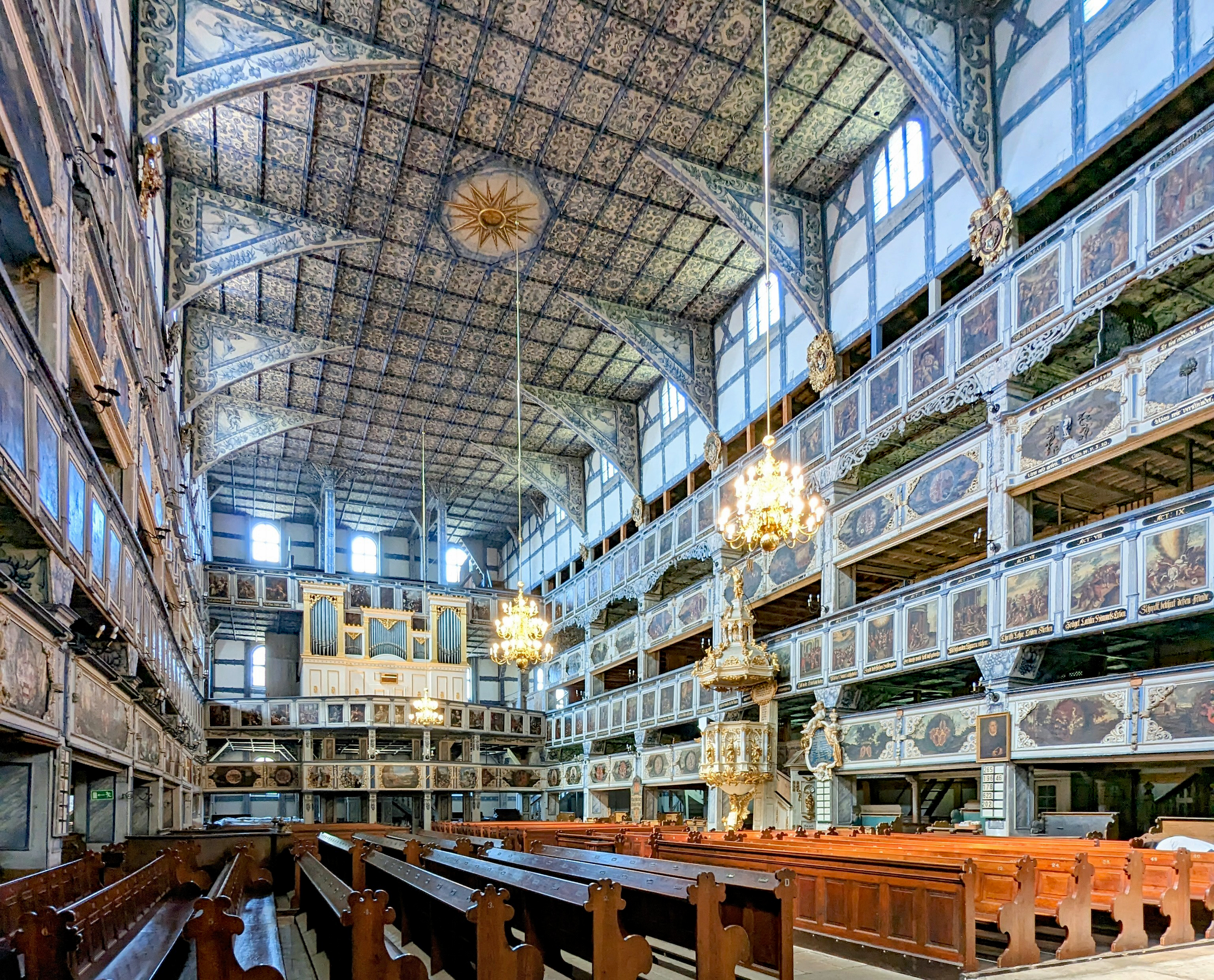
Vierstöckige bemalte Empore in der Friedenskirche Jauer in Schlesien, zwischen 1671 und 1681, teilweise nach Vorlagen von Matthäus Merian.

Emporenbilder, auch Brüstungsmalerei, sind Bilderzyklen an den Emporenbrüstungen lutherischer, seltener auch römisch-katholischer Kirchen.

## Voraussetzungen
Durch die Reformation verschob sich das Zentrum des Gottesdienstes von der liturgischen Feier der Heiligen Messe zum Predigtgottesdienst, die von den Gottesdienstbesuchern längeres Zuhören erforderte. Während zuvor meist nur die Geistlichen und Honoratioren Gestühle in der Kirche hatten, erhielt nun auch die Gemeinde Sitzplätze. Um diese möglichst vielen Gemeindegliedern anbieten zu können, wurden in vielen evangelischen Kirchen Emporen eingebaut, an deren Brüstungen oft Bilderzyklen gemalt wurden. Diese Emporenbilder wurden zu einem typischen Merkmal lutherischer Kirchen.
Die ersten Emporenzyklen entstanden unmittelbar nach der Reformation, nach einem evangelischen Bildprogramm, das sich auf die Darstellung von biblischen Überlieferungen konzentrierte und dabei die Erlösung im Sinne der Rechtfertigungslehre in den Mittelpunkt setzte.  
Die meisten vorhandenen Zyklen entstanden jedoch erst im 17. und 18. Jahrhundert nach dem Ende des Dreißigjährigen Krieges, in einer Zeit die politisch durch den Absolutismus und künstlerisch durch den Barock geprägt wurde. Im kirchlichen Leben fand zeitgleich eine Auseinandersetzung mit der lutherischen Orthodoxie, dem Rationalismus und dem aufkommenden Pietismus statt. Viele Bilderzyklen stellten jetzt die christliche Moral in den Vordergrund. 
Die oft gehörte Aussage, die Bilder seien für die Armen gedacht, die nicht lesen konnten, ist wenig plausibel, da die evangelische Kirche von Anfang an das Schulwesen förderte und Schulen betrieb. Außerdem setzten die Beschriftungen auch Lesekompetenz voraus. Zwar befürwortete Martin Luther noch die Bebilderung biblischer Geschichten mit dem Hinweis auf Kinder und „Einfältige“, doch war die Bildungssituation zur Zeit der Entstehung der meisten Emporenzyklen inzwischen eine andere geworden.
Während in den großen Stadtkirchen viele dieser Bilder im 18. und 19. Jahrhundert entfernt wurden, sind sie im dörflichen Bereich noch oft anzutreffen. Hier findet man viele Zyklen, die in schlichter oder derber Weise von lokalen Künstlern oder Handwerkern gemalt wurden.

## Vorlagen
Die Bilder waren selten künstlerisch eigenständig, sondern folgten in der Regel Vorlagen. 
Es gab bestimmte allgemeine Muster, wie einzelne biblische Szenen dargestellt wurden, Selbst einflussreiche Künstler benutzten sie. So erklärt sich etwa, dass Maria oft beim Pfingstereignis in der Mitte der Jünger gemalt wurde, obwohl es dafür keinen biblischen Beleg gibt.
In der Regel wurden Drucke von Stichen als Vorlagen verwendet. Diese Drucke wurden oft kopiert und bisweilen leicht verändert, etwa spiegelverkehrt, erneut gedruckt. Am häufigsten dienten Bibeln als Vorlagen. Schon in Martin Luthers Lebenszeit wurden deutsche Bibelausgaben mit Abbildungen aus Holzschnitten versehen und in späteren Jahren folgten bebilderte Bibelausgaben in großer Zahl. Vor allem die Darstellungen von Matthäus Merian finden sich an vielen Kirchenemporen wieder. Daneben gab es Bildalben, in denen Bilder zu biblischen Geschichten gesammelt wurden, wie etwa die Biblia Ectypa von Christoph Weigel, die ebenfalls als Vorlage für die Emporenmalerei dienten. Solche Bilderalben erinnerten an die mittelalterlichen Armenbibeln. An vielen Emporen wurden jedoch Vorlagen verschiedener Künstler verwendet. Ob dafür Alben mit Sammlungen von Stichen unterschiedlicher Herkunft verwendet wurden, konnte bisher nicht nachgewiesen werden.  
Der ausführende Künstler veränderte häufig bei der Gestaltung der Emporen die Motive der Vorlagen. Sei es, indem vom Hochformat zum Querformat gewechselt wurde, und die Szenen ergänzt werden mussten, oder bestimmte Details anders, oder vereinfacht dargestellt wurden. Immer aber wurde die schwarz-weiße Vorlagen in eine farbige Bildtafel umgestaltet. 
Der subjektiven Auffassung des Künstlers wurde keine große Bedeutung zugemessen. 
Stattdessen ging es um Bibeltreue und allgemeine Verständlichkeit. Die Bilder hatten auch nicht den Anspruch, etwas Neues zu vermitteln oder ein göttliches Geheimnis zu offenbaren, stattdessen sollte Vertrautes ins Gedächtnis gerufen werden. Die ausführenden Künstler traten hinter die religiöse Aussage zurück. Oft sind nicht einmal ihre Namen überliefert und nur selten wurden die Werke signiert.

## Inhalt der Darstellungen

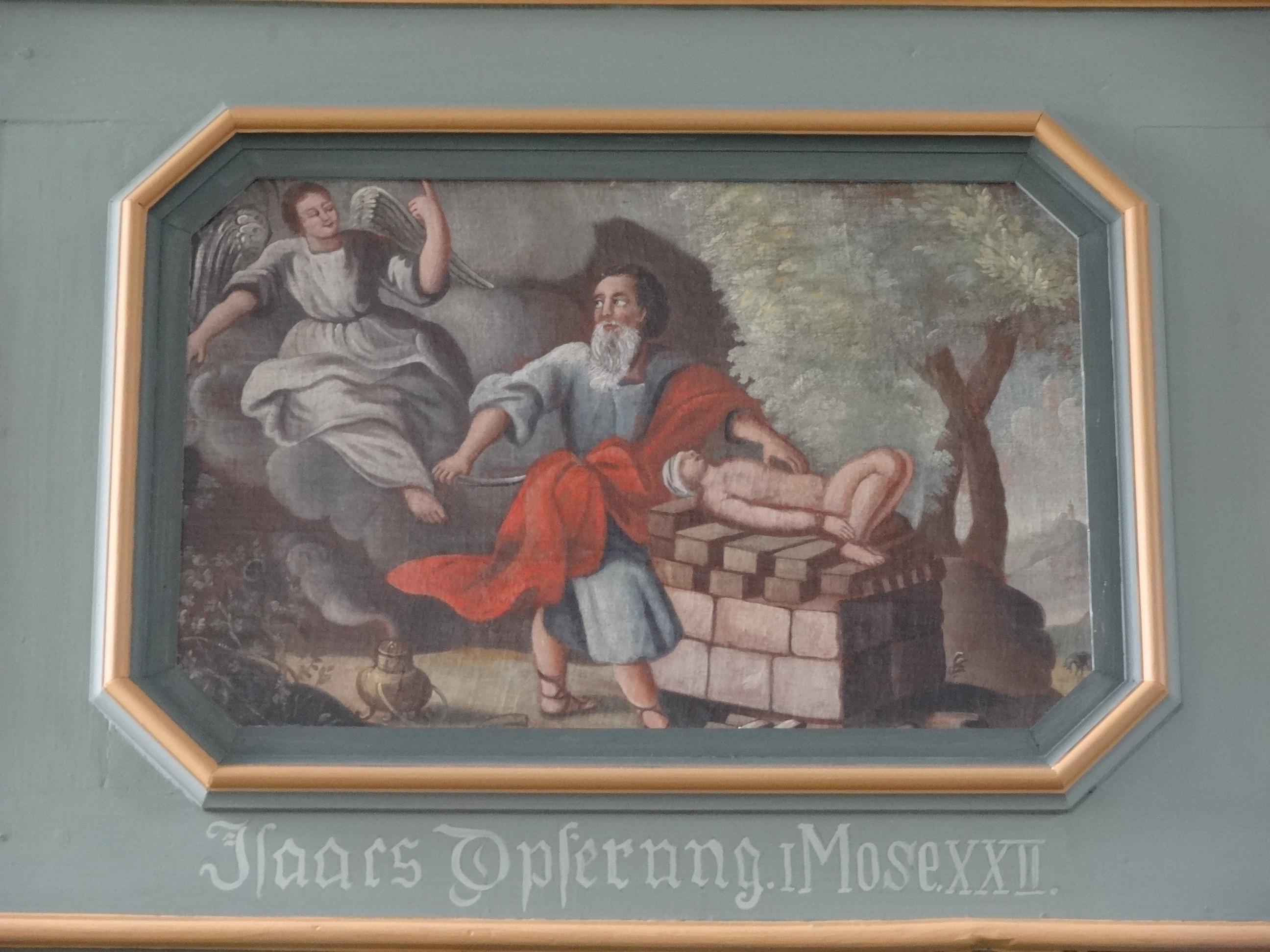
Darstellung der Bindung Isaaks in der Kirche St. Michaelis in Oberkleen, um 1770.

In Abgrenzung zur vorreformatorischen Malerei werden außer Propheten, Aposteln und Evangelisten keine Heiligen dargestellt. Die Bilder dienen nicht als Gegenüber für das persönliche Gebet oder die fromme Andacht. Sie erinnern stattdessen an biblische Geschichten oder an Inhalte von Predigten.
Dargestellt wurden meist:
- Christi Passion und Auferstehung als Zentrum des christlichen Glaubens
- Szenen aus dem Leben Jesu
- Szenen des Alten Testaments, die oft in Bezug zum Neuen Testament verstanden wurden.

Seltener dargestellt wurden:
- Biblische Personen: Die Propheten des Alten Testament, die Apostel Jesu und die vier Evangelisten.
- Abbildungen von wichtigen Personen der evangelischen Kirche, wie etwa den Reformatoren.
- Bilderreihen zu den Glaubensartikel des Katechismus, etwa die zehn Gebote, das Vaterunser, aber auch die Seligpreisungen.
- Symbolische Figuren, die die christlichen Tugenden darstellen sollen.
- Emblematische Bilder

Es gibt auch regionale Unterschiede. So kommen etwa Darstellungen von biblischen Personen in Schleswig-Holstein sehr häufig vor, in der Mark Brandenburg sind sie dagegen nicht zu finden.

## Beschriftungen

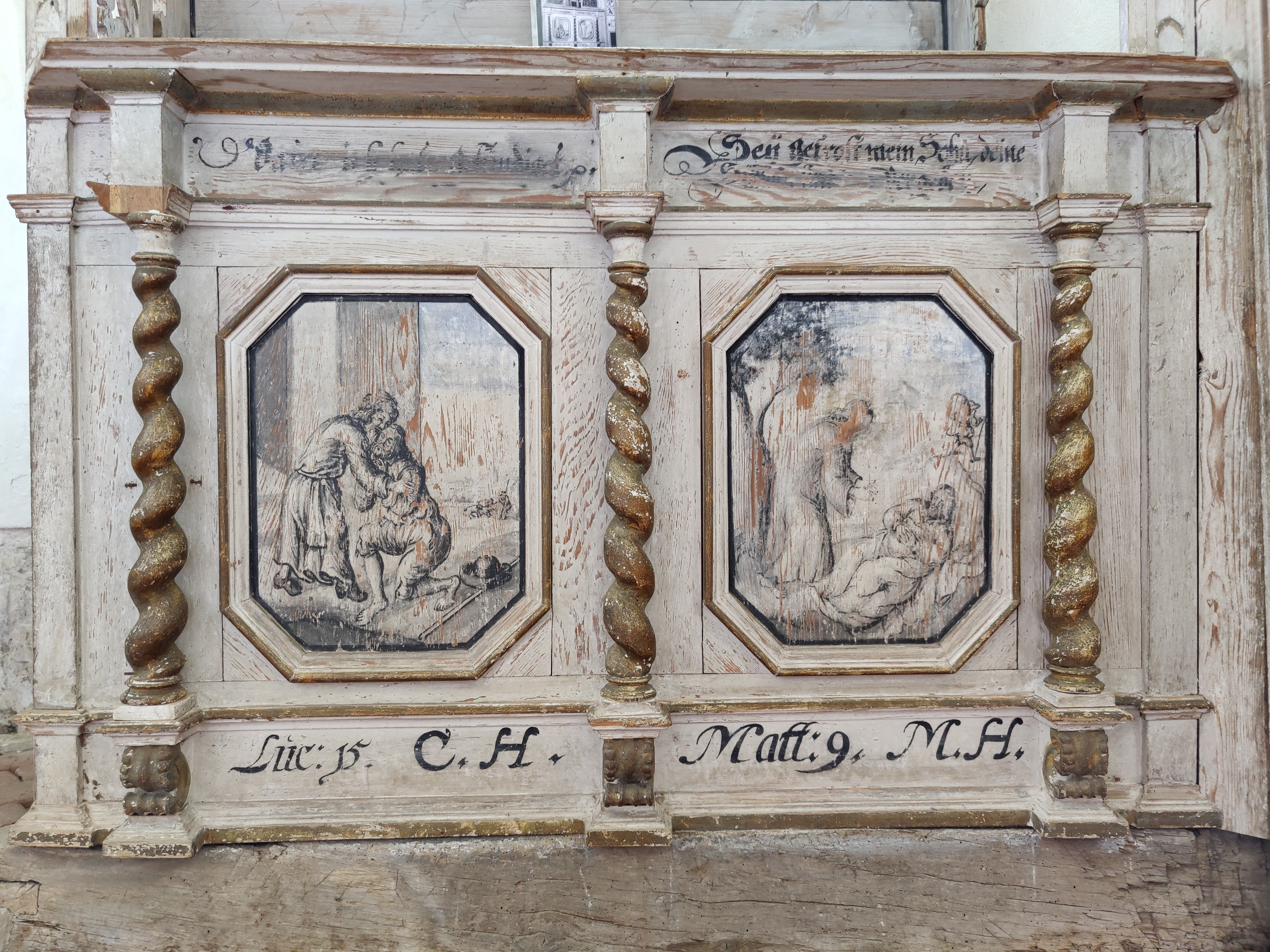
Emporenmalerei von 1654 in der Wehrkirche Höfgen mit Angabe der Bibelstellen.

Entsprechend den Vorlagen der bebilderten Bibeln wurden die Tafeln meist mit einer erläuternden Beschriftung versehen. Das konnte eine thematische Überschrift sein, die Angabe einer Bibelstelle, oder ausgeschriebene Bibelverse, die das jeweilige Bild erläuterte und legitimierte. Es finden sich aber auch fromme Reime, Gebete, oder Ermahnungen.

### Überblicke
- Reiner Sörries: Die Evangelischen und die Bilder. Erlangen 1983.
- Traugott Koch: Grundsätzliche Überlegungen zur Ikonographie evangelischer Kirchenmalerei in der Zeit der lutherischen Orthodoxie. In: Peter Poscharsky (Hrsg.): Die Bilder in den lutherischen Kirchen. Ikonographische Studien. München 1998, S. 9–20.
- Frank Schmidt: Bilder an Emporen und Lettnern als Vorläufer der „Protestantischen Emporenmalerei“. In: Klaus Thiele (Hrsg.): Osterwieck. 1200 Jahre Bistum Halberstadt. Frühe Mission und frühprotestantische Bilderwelten (= Harz-Forschungen. Band 21). Lukas-Verlag, Berlin 2005, S. 154–162.
- Peter Königfeld: 900 Jahre Wandmalereien, Gewölbemalereien und Brüstungsmalereien in deutschen Kirchen und Klöstern. Verlag des Antiquariats Bernhard Schäfer, Bad Karlshafen 2008.
- Ulrich Schöntube: Emporenbilderzyklen in der Mark Brandenburg. Ein Beitrag zum lutherischen Bildprogramm des 16. – 18. Jahrhunderts. Frankfurt am Main u. a. 2008.
- Frank Schmidt: Emporenmalerei als neue Bildaufgabe reformatorischen Kirchenbaus. In: Michael Beyer (Hrsg.): Zur Kirche gehört mehr als ein Kruzifix. Studien zur mitteldeutschen Kirchen- und Frömmigkeitsgeschichte. Festgabe für Gerhard Graf zum 65. Geburtstag (= Herbergen der Christenheit. Band 13). Evangelische Verlagsanstalt, Leipzig 2008, S. 205–213.
- Peter Poscharsky: Gesammelte Aufsätze aus der christlichen Archäologie und Kunstgeschichte. Leipzig 2014.

### Darstellungen einzelner Emporenbilderzyklen
- Joachim Proescholdt: Emporenmalerei aus St. Katharinen. Ein Frankfurter Kleinod, Frankfurt 2007
- Ev. Kirchengemeinde Schnait (Hrsg.): Die Schnaiter Emporenbilder. Stuttgart 1988.
- Rainer Rahlmeier: Bramstedter Bilderbibel. Die Emporenbilder in der Maria-Magdalenen-Kirche zu Bad Bramstedt. Bad Bramstedt 1995.
- Jörg Peter Bahlke, Rudolf Schlüter: St. Marien zu Grundhof 1196–1996. Grundhof 1996.
- Kirchenvorstand St. Jürgen (Hrsg.): 1560–2010. 450 Jahre St.-Jürgen-Kirche. Eine Festschrift. Heide 2010.
- Christiane Brodersen, Thomas Klenner, Lenelotte Möller: Begehbare Bilderbibel. Die Emporenbilder der Dreifaltigkeitskirche in Speyer. Speyer 2011.
- Bauverein Dreifaltigkeitskirche Speyer (Hrsg.): Ansichten und Einsichten. Speyer 2013.
- Ulrich Schubert (Hrsg.): Die Emporenbilder der Friedersdorfer St.-Ursula-Kirche. Zittau 2011.
- Rudolf Vandré: Die Kirche in Dörnten, Altar, Taufengel und Emporenbilder. Liebenburg 2012.
- Johanna Lenz-Aude, Hans-Walter Wulf: Die Tetenbüller Bilderbibel. Tetenbüll 2013.
- Vorbereitungsgruppe zur 400-Jahr-Feier der St.-Andreas-Kirche zu Ermstedt (Hrsg.): Die Emporenbilder in der St.-Andreas-Kirche zu Ermstedt, Ehrfurt 2013.